# Moda hip-hopa
Moda hip-hopa, poznata kao i urbana moda, je karakterističan stil odijevanja hip-hop izvođača i njihovih obožavatelja. Potječe od afroameričke mladeži iz New Yorka, Los Angelesa, Houstona, Chicaga, Detroita i drugih gradova koji su u početcima hip-hop pokreta imali veliku populaciju obožavatelja hip-hop glazbe. Svaki je od tih gradova dodao svoj doprinos modi hip-hopa. Moda se znatno mijenjala kroz povijest, te je danas jedan od najpopularnijih stilova odijevanja.

## Kasne 1970-te do 1980-ih godina
Tijekom kasnih 1970-ih godina bila je popularna športska odjeća tada poznatih svjetskih marki.
Tijekom 1980-ih, hip-hop ikone odijevale su se u trenirke, te u odjevne predmete od vune i kožne pilotske jakne. Obuvali su športsku obuću. Popularne frizure bile su Jheri kovrčava i hi-top fade koju je popularizirao Will Smith. 
Popularni dodatci bile su naočale, kanta šeširi, natpisi s imenom, remeni s imenom, prstenje i ostali teški zlatni nakit. Muškarci su nosili teške zlatne lance oko vrata, dok su žene nosile velike zlatne naušnice. Zlatan nakit simbolizira bogatstvo, pa su se hip-hop izvođači time hvalili. Isto tako, jako podsjeća na afrički domorodački nakit, pa je bio vrlo popularan među afroamerikancima.
Moda hip-hopa 1980-ih godina zapamćena je kao jedna od najvažnijih elemenata stare škole hip-hopa.

## Kasne 1980-te do ranih 1990-ih
Afroamerička borba za jednakošću i protiv rasizma pisala se u tekstove rap pjesama u kasnim 1980-im godinama. Time su afroamerikanski obožavatelji i izvođači hip-hop glazbe sve više nosili odjeću s uzorcima i frizure koje vuku korijene iz Afrike, baš kao i oni. Kitili su se nakitom s Egipatskim mitološkim simbolima (Egipat je afrička država), te su nosili Dreadlocks frizuru.
Tijekom ranih 1990-ih, izvođači poput The Fresh Princea i Kid 'n Playa popularizirali su bejzbolske kape te svjetlu i neonsko obojanu odjeću. Sve popularnije je postajalo nositi veću i širu odjeću, te su neki je nosili i naopako kao Kriss Kross. S druge strane, žene su nosile što užu odjeću. Tada je postalo popularno nositi hlače spuštene ispod struka.
Pioniri gangsta rapa, grupa N.W.A., popularizirala je rani oblik banditskog stila kasnih 1980-ih. Banditski stil sadržavao je najčešće odjevne predmete afroameričkih uličnih bandi, a to su tamne naočale, kape s ravnim šiltom, športska obuća, široke hlače, bijele majice, košulje, te dodatke poput velikih teških zlatnih lanaca oko vrata, te marame s raznim uzorcima.

## Od 2000-ih do danas
Moda hip-hopa postupno se mijenjala kroz godine, ali se ne vidi neka prevelika razlika od 1990-ih. Početkom 21. stoljeća u hip-hop modu, kao modni dodatak, uključile su se tetovaže kao obavezni detalj, no one su prisutne u modi od 1990-ih. Isto tako, sve više se nose uske hlače umjesto širokih. Danas stil pojedinog hip-hop izvođača postaje sve univerzalniji, ali se još uvijek ostaje kod tradicije i načina odijevanja hip-hop kulture.